# Wacquinghen
 Wacquinghen  es una población y comuna francesa, situada en la región de Norte-Paso de Calais, departamento de Paso de Calais, en el distrito de Boulogne-sur-Mer y cantón de Marquise.

## Enlaces externos

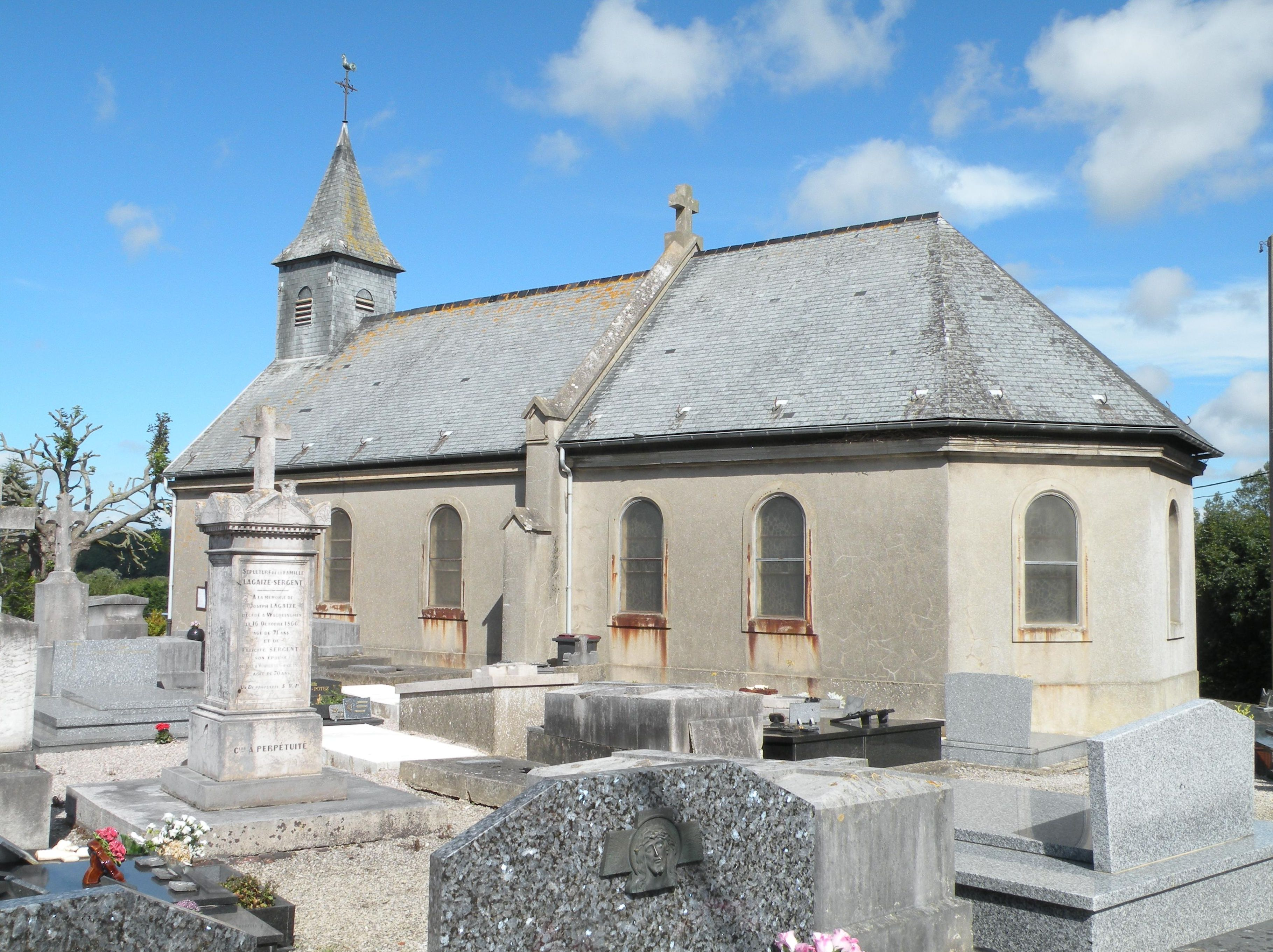

## Demografía
| 136 | 122 | 124 | 165 | 188 | 236 |
| Para los censos de 1962 a 1999 la población legal corresponde a la población sin duplicidades (Fuente: INSEE [Consultar]) |     |     |     |     |     |